# Distretto di Draria
Il distretto di Draria è un distretto della provincia di Algeri, in Algeria, con capoluogo Draria.

## Comuni
Il distretto di Draria comprende 5 comuni:
- Draria
- Baba Hassen
- Douera
- El Achour
- Khraicia